# Municipio de Benton (Minnesota)
El municipio de Benton (en inglés: Benton Township) es un municipio ubicado en el condado de Carver en el estado estadounidense de Minnesota. En el año 2010 tenía una población de 786 habitantes y una densidad poblacional de 8,95 personas por km².

## Geografía
El municipio de Benton se encuentra ubicado en las coordenadas 44°45′12″N 93°50′20″O / 44.75333, -93.83889. Según la Oficina del Censo de los Estados Unidos, el municipio tiene una superficie total de 87.84 km², de la cual 85,38 km² corresponden a tierra firme y (2,79 %) 2,45 km² es agua.

## Demografía
Según el censo de 2010, había 786 personas residiendo en el municipio de Benton. La densidad de población era de 8,95 hab./km². De los 786 habitantes, el municipio de Benton estaba compuesto por el 97,33 % blancos, el 0,25 % eran afroamericanos, el 0,13 % eran amerindios, el 0,51 % eran asiáticos, el 0,76 % eran de otras razas y el 1,02 % eran de una mezcla de razas. Del total de la población el 2,54 % eran hispanos o latinos de cualquier raza.